# Akademie für Gesundheit und Lebensmittelsicherheit
Die Akademie für Gesundheit und Lebensmittelsicherheit (AGL) ist eine zentrale Bildungseinrichtung im Geschäftsbereich des Bayerischen Staatsministeriums für Umwelt und Verbraucherschutz und des Bayerischen Staatsministeriums für Gesundheit und Pflege. Die Aus-, Fort- und Weiterbildung für den öffentlichen Gesundheits- und Veterinärdienst, sowie für die Lebensmittelkontrolle wird über die Akademie angeboten.  Zu ihr gehört ebenfalls die Bayerische Akademie für Arbeits-, Sozial- und Umweltmedizin (Asumed), welche regelmäßig Weiterbildungslehrgänge in den Fachgebieten des öffentlichen Gesundheitswesens durchführt.
Die Akademie hat ihren Sitz in Schwabach südlich von Nürnberg.